# كنعان مسلموفيتش
كنعان مسلموفيتش (بالألمانية: Kenan Muslimović)‏ هو لاعب كرة قدم نمساوي في مركز الهجوم، ولد في 13 فبراير 1997 في فيينا في النمسا. لعب مع فيرست فيينا.

## وصلات خارجية
- كنعان مسلموفيتش على موقع قاعدة بيانات كرة القدم.إي يو (الإنجليزية)
- كنعان مسلموفيتش على موقع Soccerway.com (الإنجليزية)
- كنعان مسلموفيتش على موقع عالم كرة القدم.نت (الإنجليزية)